# Norberto Suárez
Norberto Pedro Suárez, (Buenos Aires; 19 de noviembre de 1942 - Ibídem; 4 de junio de 2012) fue un actor de cine, teatro y televisión argentino.

## Actividad profesional
Llegó a los escenarios después de abandonar en cuarto año la carrera de Derecho; fue superando con mucho esfuerzo un complejo de timidez que se reflejaba en una mirada profunda y en un delicado rostro que dejaba ver al mismo tiempo el sufrimiento y la ternura. Interpretó personajes ambiguos y atormentados por conflictos existenciales profundos y a medida que desarrollaba su trabajo teatral e iba afirmando su personalidad, comenzó a cosechar elogios en exigentes papeles. A lo largo de su carrera teatral tuvo a grandes maestros como Paulina Osona, Carlos Gandolfo, Roberto Durán y Hedy Crilla, entre otros.
En ese medio integró el elenco de Pigmalión que se representaba en el Teatro 35 y de la que era protagonista Virginia Lago. Son recordados sus trabajos en Un tranvía llamado Deseo (notable trabajo en el papel de Mitch con una puesta de Hugo Urquijo, Las noches blancas de Petersburgo, Coqueluche (un gran éxito en el que trabajaron Niní Marshall y Thelma Biral, Fiebre de heno, Enrique IV, Noche de reyes, de Shakespeare, en el Teatro General San Martín dirigido por Alberto Ure y sobre todo, en La pata del mono, de William Jacobs, y El príncipe idiota, de Dostoievski, entre otros. También actuó en comedias como Las amorosas y Los días felices, entre otras.    
En la televisión, donde se había iniciado como extra en las obras de terror protagonizadas por Narciso Ibáñez Menta ganó popularidad en uno de los mayores éxitos de todos los tiempos: El amor tiene cara de mujer y de allí, siempre con el mismo perfil, carilindo de veintipico de años pasó al cine. 
Fue uno de los jóvenes convocados por Leopoldo Torre Nilsson para actuar en La terraza (1963), donde se destacó por su gran fotogenia. Más adelante tuvo papeles protagónicos en Extraña ternura (1964), película que basada en la novela de Guy des Cars dirigió Daniel Tinayre y en Orden de matar (1965), un filme policial dirigido por Román Viñoly Barreto. Por su trabajo en Mi primera novia (1965) dirigido por Enrique Carreras recibió el premio a la revelación masculina de la Asociación de Cronistas Cinematográficos de la Argentina. Su última incursión en el cine fue en Proceso a la infamia dirigido por Alejandro Doria en 1974.
En la televisión será recordado en especial por su actuación en dos programas: en Nuestra galleguita (1969), en el papel del cándido e irresoluto Raúl, el hijo de la familia pudiente que enamoraba a la inocente inmigrante que hacía Laura Bove, que finalmente se redimía ante la enorme audiencia que tuvo ese melodrama gracias a su casamiento con la protagonista, pese a la oposición familiar. Cinco años después, en Papá corazón, la telenovela que hacía llorar a mares a media Argentina y que significó el despegue de Andrea del Boca, se convirtió en ícono del romanticismo en el papel de Maximiliano, el viudo a cargo de una dulce niñita que hablaba con su madre muerta. 
En 2001 y tras una larga inactividad por un accidente de tránsito retornó a la actuación integrando el elenco de la obra teatral Paladar, un trabajo de investigación a partir de textos del filósofo Gilles Deleuze sobre la perversión, en el personaje de Saturnino, el sommelier del restaurante, quedado en el tiempo y amarrado a sus recuerdos.

## Fallecimiento
Falleció en Buenos Aires, a raíz de una afección pulmonar, en la clínica donde estaba internado, el 4 de junio de 2012.

## Filmografía
- Proceso a la infamia (1978) .... Mario Barca
- Papá corazón se quiere casar (1974) .... Maximiliano
- Los muchachos de antes no usaban gomina (1969)
- Éste cura (1968) .... Jorge Ramírez
- Matrimonio a la argentina (1968) .... Ernesto
- Un muchacho como yo (1968) .... Cacho Ramos
- Dos en el mundo (1966)
- Ritmo nuevo y vieja ola (1965)
- Orden de matar (1965) .... Mincho
- Mi primera novia (1965) .... Norberto
- Fiebre de primavera (1965) .... Tomás
- Extraña ternura (1964) .... Fabián Olivier
- Los evadidos (1964)
- La terraza (1963) .... Luis

## Televisión
- Me niego a perderte (telenovela, Canal 9, 1987)
- Sólo un hombre (telenovela, Canal 9, 1985) .... Gastón
- Señor amor (comedia dramática, Canal 9, 1983) .... Fabián
- Mañana puedo morir (drama unitario, Canal 13, 1979)
- Papá corazón (telenovela, Canal 13, 1973) .... Maximiliano
- Historias de mamá y papá (comedia unitaria, Canal 9, 1970-1973) - Episodio "La familia hoy duerme en casa" .... Alfredo
- Alta Comedia (drama unitario, Canal 9, 1971) - Episodio "El inquilino desconocido" .... Jaskhona
- Nuestra galleguita (telenovela, Canal 9, 1969)
- Teatro de jóvenes (1966)
- El amor tiene cara de mujer (telenovela, Canal 13, 1964)
- La familia Falcón (comedia, Canal 13, 1962-1963)
- La pata del mono (1961)